# 浦东街道
浦东街道，原名梁庄乡，是中华人民共和国河南省商丘市柘城县下辖的一个乡镇级行政单位。

## 行政区划
梁庄乡下辖以下地区：
城东社区、杜菜园村、郑堂村、高庙村、李关尧村、高庄户村、任庄村、董路口村、阮庄村、汪庄村、毛王村、大张村、刘庄村、岭子扬村、沙土李村、陈庄村、王集村、朱楼村、姚关村和前张村。